# Couvent des Cordeliers de Nantes
Pour les articles homonymes, voir Couvent des Cordeliers.
L'ancien couvent des Cordeliers de Nantes, en France, construit au XIIIe siècle et dont il ne reste que des vestiges, était situé dans le centre-ville, à deux cents mètres au nord-ouest de la cathédrale. Le lieu accueille de nos jours l'école privée Saint-Pierre.

## Situation
Le couvent a été implanté dans une zone comprise entre la « rue des Cordeliers » (devenue rue Saint-Jean) à l'ouest, le prieuré de la collégiale Notre-Dame de Nantes au sud, les remparts des XIIIe et XVe siècles à l'est, et la chambre des comptes de Bretagne au nord.
Dans la configuration actuelle, l'emplacement de l'établissement est globalement compris entre la rue Saint-Jean, la rue des Cordeliers (différente de celle mentionnée plus haut), la rue du Refuge et la rue d'Aguesseau.
Un des rares pans subsistants de l'enceinte gallo-romaine de Nantes est toujours debout sur le site.

## Histoire

### Couvent des franciscains
Les Cordeliers s'installent à Nantes au XIIIe siècle, avant 1253. Le terrain sur lequel ils commencent la construction de leur couvent leur est offert par la famille de Rieux ou par celle des ducs de Bretagne. Le site recèle une chapelle (sans doute appelée chapelle Saint-Michel), édifiée en 1232 par l'évêque Henri Ier. Celle-ci est construite en appui sur une partie de l'enceinte gallo-romaine, qui a perdu à cet endroit sa vocation défensive, puisque Pierre Mauclerc a fait édifier peu de temps auparavant une nouvelle muraille, passant plus à l'est et au nord, le long de l'Erdre.
Au fil du temps, les religieux mettent régulièrement le couvent à disposition des collectivités. Ainsi, une vingtaine de corporations d'artisans y disposaient d'un lieu de réunion, d'une salle d'archives et d'une chapelle. Les assemblées générales de l'université s'y tenaient, une salle étant même baptisée « salle de l'université ». Les cours de la faculté de théologie y sont donnés après 1700. La chambre de comptes de Bretagne a siégé aux Cordeliers de 1500 à 1535 et de 1760 à 1782. Certaines assemblées ou évènements marquants s'y sont déroulés : le conseil de Bretagne de 1538 ; le parlement de la Ligue ; l'élection du premier maire de Nantes, Geoffroy Drouet, en 1564 ; la condamnation à mort d'Henri de Talleyrand-Périgord, après la conspiration de Chalais, en 1626 ; la réunion des États.
À la fin du XVIIIe siècle, l'établissement est sous la pression des opérations d'urbanisme menées par les architectes Jean-Baptiste Ceineray puis Mathurin Crucy. La création de la « place du Département »
(devenue depuis place Roger-Salengro), puis celle de la « rue Royale » (rue du Roi-Albert), se fait en rognant sur les jardins au nord de la propriété des Cordeliers. Et un plan dressé par l'ingénieur Recommencé et validé par Mathurin Crucy en 1785 prévoit la percée d'une nouvelle rue entre la « place du Département » et la « rue des Cordeliers » (ancienne). Ce nouvel axe nécessite la destruction de bâtiments. La voie, baptisée rue Saint-François (devenue rue d'Aguesseau), est ouverte en 1786.

### Après la Révolution
Le 18 avril 1791, durant la Révolution, le couvent est fermé. Il abrite d'abord un club politique, La Société des amis de la Révolution (qui deviendra plus tard la Société Vincent-La-Montagne). Toujours en 1791, c'est ensuite le sculpteur Jacques Lamarie (es) qui l'occupe ; il y entame le projet d'une statue de Louis XVI pour la colonne du même nom envisagée par Mathurin Crucy, mais le projet n'aboutit pas (il est réalisé en 1823 par Dominique Molknecht).
Par la suite, une fonderie de canons s'installe. Les frères Voruz exploitent là un de leurs trois ateliers, les deux autres se trouvant dans la partie sur de la collégiale Notre-Dame de Nantes, et l'autre « rue Galilée » (devenue rue du Calvaire). Ils achètent ensuite une maison « rue Royale » (rue du Roi-Albert) pour installer leur atelier, avant de regrouper leurs activités en 1829 près de la place Canclaux.
En 1811, les Dames Blanches (religieuses Carmélites) achètent l'établissement et le donnent, en 1812, aux religieuses de l'ordre de Notre-Dame de Charité, ou « Dames de la Retraite ».
En 1835, la rue des Cordeliers est percée, entraînant la destruction de l'église conventuelle. La plus grande partie de l'ancien couvent se trouve au nord de cette voie, et est intégrée à l'école privée Saint-Pierre ; une petite partie, au sud, est englobée par l'école privée Saint-Vincent-de-Paul.
Les anciens bâtiments sont peu à peu détruits, en 1869, 1874 et 1924. Cette dernière phase de démolition a été l'objet d'études, notamment par Paul Jeulin (voir en bibliographie).
Bien que très détérioré, l'ancien couvent des Cordeliers est le seul bâtiment conventuel du Moyen Âge à avoir conservé des vestiges aussi importants. Une opération immobilière, en 2011, a suscité une levée de boucliers pour la préservation du patrimoine.
La municipalité souhaite désormais transformer le couvent en « un centre d’interprétation de l’histoire et du patrimoine ». Une première campagne de recherches archéologiques a été effectuées dans ce sens en mai 2014.